# 江津事件
江津事件（ごうつじけん）とは、1962年（昭和37年）に発生した殺人事件である。
被害者と金銭トラブルがあった人物が逮捕・起訴されて殺人被疑者となったが、捜査の経過に不審な点があるため有罪が確定した人物は冤罪ではなかったかと指摘されている。

## 事件の概要
1962年10月10日以降、島根県江津市の男性S（当時54歳）の消息が不明になった。市内の男性U（当時53歳）と金銭トラブルがあったため、地元では「実は殺されたのではないか」という噂が立った。捜査機関は11月8日に被害者Sと直接関係がない詐取未遂容疑（当初は相手方が不問にしていた容疑だった）でUを別件逮捕し、11月29日に起訴した。
Sの失踪について容疑者Uは身柄拘束されて長期間取調べが行われていたが、12月2日になって「警察はまだ山陽パルプの木屑捨て場を探していない」という匿名電話が入り、捜索したところ木屑捨て場で失踪していたSの他殺遺体が発見された。Sの遺体はビニール被覆電線外皮で縛られ、両手を上衣のポケットに入れた状態になっていた。
検察は被告人Uが被害者から預かった15000円の返済をめぐりSと口論となり、10月8日午後4時ごろに遺棄現場となった「山陽パルプ工場」に誘い出し、ガンヅメ（鉄製熊手）でSの顔面を強打し死亡させ、遺体を埋めたとして、Uを強盗殺人・死体遺棄罪で松江地方裁判所に起訴した。

## 事件の疑問
事件で逮捕起訴されたUは、捜査段階では犯行を自白したが、裁判では一貫して無罪を主張、しかし、裁判ではその主張が認められることは無かった。また起訴状ではガンヅメが犯行に使用されたとしていたが、実際の殴打痕とは相違がみられ凶器とは特定できなかった。だが、二審では有罪となった。直後の記者会見で裁判官の牛尾守三が「凶器が確定できず苦しかった。しかし、状況証拠から被告人以外に犯人は考えられない」と異例の釈明会見をした。1973年9月25日に最高裁が上告を棄却し有罪判決が確定し、無期懲役が確定した。
その後、被害者が殺害されたはずの翌日に、被害者S（片足が義足という特徴があった）を山陰本線温泉津駅から出発するバスで見かけたという証言や凶器は起訴状に書かれたガンヅメではなく火かき棒である証拠を挙げて弁護人が再審請求がなされたが、1979年3月2日に広島高裁松江支部は「足が悪かったとする類似点のみで同一人物と錯覚速断した可能性が高い。凶器については火かき棒の方が被害者の傷に適合するのは認めるが、ガンヅメでも不可能ではなく火かき棒と犯行の関係が立証されていない。よって再審を開始しなければならない理由はない」として請求を棄却した。
また裁判では単独犯とされたUの身柄拘束中に外部からの匿名の告発で被害者の遺体が発見されたが、なぜ死体遺棄現場を知っていた第三者がいたかについての謎が解明されていない。

## 事件のその後
無期懲役で服役したUはその後も冤罪を主張していたが、裁判所が彼の再審請求に応じることはついに無かった。
最高裁への特別抗告中の1987年2月3日に、高齢と病気のため生命の危機にあるとして刑の執行停止の措置がとられ、病院に入院するために釈放された。結局最高裁は特別抗告を棄却した。
Uは1991年8月1日に死去（享年82）した。